# Aspås
Pour les articles homonyme, voir ASPAS.
Aspås est une paroisse suédoise située dans la commune de Krokom, dans le Comté de Jämtland. La paroisse est mentionnée dès le Moyen Âge. Les premières mentions écrites du nom d'Aspås remontent à 1348 (« Aspasum »). 
Aspås est aussi une localité à environ 25 km d'Östersund. Jusqu'à 1951, Aspås a été chef-lieu de l'ancienne commune d'Aspås.

## Localités
- Aspås
- Aspåsnäset
- Aspåsböle